# 夏空的英仙座
《夏空的英仙座》是minori已在2012年12月21日推出的18禁恋爱冒险游戏。副标题为「The brave under the summer sky.」。

## 故事
男主角遠野森羅與他的妹妹擁有將他人的傷痛轉移至自己的能力，在能力被人知道後一再被利用。有一天，與妹妹一同前往遠房親戚所在的天嶺村。在天嶺村，遇見幾位少女並得知各懷的痛苦。

## 主要角色
遠野森羅
男主角。就讀四水學園2年級。擁有將他人的傷痛轉移至自己的能力。
遠野戀（聲優：楠原ゆい）
就讀四水學園1年級的遠野森羅妹妹。與哥哥一樣擁有將他人的傷痛轉移至自己的能力。
皆川翠（聲優：立花あおい）
就讀四水學園2年級。森羅和戀的遠房親戚。
菱田菖蒲（聲優：櫻井美鈴）
就讀四水學園3年級。在故事開始前半年的一場交通事故導致父母雙亡，在心中留下傷痕。
沢渡透香
就讀學園2年級的天文社員。

## 製作人員
- 監督：酒井伸和[4]
- 原畫、角色設計：莊名泉石（日语：庄名泉石）（戀、透香）、柚子奈ひよ（日语：柚子奈ひよ）（菖蒲）、（翠）
- 編劇：御影、鏡遊、竹田
- 音樂：天門、柳英一朗（日语：柳英一朗）

## 主題歌
片頭曲「The Brave Under The Summer Sky.」
作詞：酒井伸和 / 作・編曲：天門 / 歌：原田瞳
遠野恋片尾曲
作詞：海野みすず / 作曲：天門 / 編曲：柳英一朗 / 歌：nerine
皆川翠片尾曲
作詞：柳英一郎 / 作・編曲：柳英一朗 / 歌：nerine
菱田菖蒲片尾曲
作詞：海野みすず / 作曲：天門 / 編曲：柳英一朗 / 歌：nerine
沢渡透香片尾曲
作詞：酒井伸和 / 作曲：天門 / 編曲：柳英一朗 / 歌：nerine

## 評價
《夏空的英仙座》在日本美少女游戏与动画相关商品销售网站Getchu.com的2012年12月销量榜上排名第1名；全年排名第4名。

## 外部連結
- minori官方網站入口（日語）
- 《夏空的英仙座》在視覺小說數據庫的頁面 （英文）